# Psychotria albomarginata
Psychotria albomarginata är en måreväxtart som beskrevs av Hallier f.. Psychotria albomarginata ingår i släktet Psychotria och familjen måreväxter. Inga underarter finns listade i Catalogue of Life.